# Olympische Sommerspiele 1924/Rudern
Bei den VIII. Olympischen Spielen 1924 in Paris wurden sieben Wettbewerbe im Rudern ausgetragen. Zwischen dem 13. und dem 17. Juli 1924 traten insgesamt 181 männliche Athleten aus 14 Nationen in sieben Wettbewerben an. Ausgetragen wurden die Ruderregatten auf der Seine.

## Bilanz

### Medaillenspiegel
| Platz | Land               | Gold | Silber | Bronze | Gesamt |
| ----- | ------------------ | ---- | ------ | ------ | ------ |
| 1     | Vereinigte Staaten | 2    | 1      | 2      | 5      |
| 2     | Schweiz            | 2    | –      | 3      | 5      |
| 3     | Großbritannien     | 2    | –      | –      | 2      |
| 4     | Niederlande        | 1    | –      | –      | 1      |
| 5     | Frankreich         | –    | 3      | –      | 3      |
| 6     | Kanada             | –    | 2      | –      | 2      |
| 7     | Königreich Italien | –    | 1      | 1      | 2      |

### Medaillengewinner
| Konkurrenz             | Gold | Silber | Bronze |
| ---------------------- | --- | --- | --- |
| Einer                  | Jack Beresford | William Gilmore | Josef Schneider |
| Doppelzweier           | Vereinigte Staaten Paul Costello John B. Kelly senior | Frankreich Marc Detton Jean-Pierre Stock                                                                                             | Schweiz Rudolf Bosshard Heinrich Thoma |
| Zweier ohne Steuermann | Niederlande Teun Beijnen Willy Rösingh | Frankreich Maurice Bouton Georges Piot                                                                                               | nicht vergeben |
| Zweier mit Steuermann  | Schweiz Édouard Candeveau Alfred Felber Émile Lachapelle | Königreich Italien Ercole Olgeni Giovanni Scatturin Gino Sopracordevole                                                              | Vereinigte Staaten Leon Butler Harold Wilson Edward Jennings |
| Vierer ohne Steuermann | Großbritannien Charles Eley Terence Sanders Robert Morrison James MacNabb | Kanada Colin Finlayson Archibald Black George MacKay William Wood                                                                    | Schweiz Émile Albrecht Alfred Probst Eugen Sigg Hans Walter |
| Vierer mit Steuermann  | Schweiz Émile Albrecht Alfred Probst Eugen Sigg Hans Walter Émile Lachapelle                                                                                                   | Frankreich Eugène Constant Louis Gressier Georges Lecointe Raymond Talleux Marcel Lepan                                              | Vereinigte Staaten Robert Gerhardt Sidney Jelinek Edward Mitchell Henry Welsford John Kennedy                                                                                 |
| Achter                 | Vereinigte Staaten Leonard Carpenter Howard Kingsbury Alfred Lindley John Miller James Stillman Rockefeller Frederick Sheffield Benjamin Spock Alfred Wilson Laurence Stoddard | Kanada Arthur Bell Robert Hunter William Langford Harold Little John Smith Warren Snyder Norman Taylor William Wallace Ivor Campbell | Königreich Italien Antonio Cattalinich Francesco Cattalinich Simeone Cattalinich Giuseppe Crivelli Latino Galasso Pietro Ivanov Bruno Sorich Carlo Toniatti Vittorio Gliubich |

## Ergebnisse

### Einer
| Platz | Land | Sportler                   | Zeit (min)                  |
| ----- | ---- | -------------------------- | --------------------------- |
| 1     | GBR  | Jack Beresford             | 7:49,2                      |
| 2     | USA  | William Gilmore            | 7:54,0                      |
| 3     | SUI  | Josef Schneider            | 8:01,1                      |
| 4     | AUS  | Ted Bull                   | DNF                         |
| 5     | NED  | Constant Pieterse          | 8:09,4 (im Hoffnungslauf)   |
| 6     | FRA  | Marc Detton                | DNF (im Hoffnungslauf)      |
| 7     | CAN  | Arthur Belyea              | 1 Länge zurück (im Vorlauf) |
| 8     | POL  | Andrzej Osiecimski-Czapski | k. A. (im Vorlauf)          |

Insgesamt traten acht Ruderer in drei Vorläufen an, bei denen sich die jeweiligen Gewinner für das Finale qualifizierten. In einem Hoffnungslauf wurde aus den jeweiligen Zweiten der Vorläufe der vierte Finalstarter ermittelt.

### Doppelzweier
| Platz | Land | Sportler                           | Zeit (min)         |
| ----- | ---- | ---------------------------------- | ------------------ |
| 1     | USA  | Paul Costello John B. Kelly senior | 6:34,0             |
| 2     | FRA  | Marc Detton Jean-Pierre Stock      | 6:38,0             |
| 3     | SUI  | Rudolf Bosshard Heinrich Thoma     | 10 Längen zurück   |
| 4     | BRA  | Carlos Branco Edmundo Branco       | k. A.              |
| 5     | HUN  | Ervin Mórich Béla Szendey          | k. A. (im Vorlauf) |

Fünf von sechs gemeldeten Nationen traten zunächst in zwei Vorläufen an. Die Erst- und Zweitplatzierten erreichten das Finale.

### Zweier ohne Steuermann
| Platz | Land          | Sportler                    | Zeit (min)    |
| ----- | ------------- | --------------------------- | ------------- |
| 1     | NED           | Teun Beijnen Willy Rösingh  | 8:19,4        |
| 2     | FRA           | Maurice Bouton Georges Piot | 8:21,6        |
| 3     | nicht besetzt | nicht besetzt               | nicht besetzt |

Nur drei von fünf gemeldeten Nationen gingen an den Start. Teun Beijnen und Willy Rösingh zogen kampflos ins Finale ein, während Maurice Bouton und Georges Piot im Duell gegen das britische Boot die Endlaufqualifikation schafften. Die Briten erreichten über den Hoffnungslauf mangels Konkurrenz automatisch das Finale, sagten ihre Teilnahme verletzungsbedingt aber vor dem Start ab. Eine Bronzemedaille wurde daher nicht vergeben.

### Zweier mit Steuermann
| Platz | Land | Sportler                                             | Zeit (min)         |
| ----- | ---- | ---------------------------------------------------- | ------------------ |
| 1     | SUI  | Édouard Candeveau Alfred Felber Émile Lachapelle     | 8:39,0             |
| 2     | ITA  | Ercole Olgeni Giovanni Scatturin Gino Sopracordevole | 8:39,1             |
| 3     | USA  | Leon Butler Harold Wilson Edward Jennings            | k. A.              |
| 4     | FRA  | Eugène Constant Raymond Talleux Marcel Lepan         | k. A.              |
| 5     | BEL  | Alphonse Dewette Eugène Gabriels Marcel Wauters      | k. A. (im Vorlauf) |

Fünf von sechs gemeldeten Nationen ermittelten in zwei Vorläufen die Finalisten. Die Erst- und Zweitplatzierten zogen in den Endlauf ein.

### Vierer ohne Steuermann
| Platz | Land | Sportler                                                   | Zeit (min) |
| ----- | ---- | ---------------------------------------------------------- | ---------- |
| 1     | GBR  | Charles Eley Terence Sanders Robert Morrison James MacNabb | 7:08,6     |
| 2     | CAN  | Colin Finlayson Archibald Black George MacKay William Wood | 7:18,0     |
| 3     | SUI  | Émile Albrecht Alfred Probst Eugen Sigg Hans Walter        | k. A.      |
| 4     | FRA  | Théo Cremnitz Jean Camuset Albert Bonzano Henri Bonzano    | k. A.      |

Die vier teilnehmenden Boote bestritten zwar jeweils zu zweit einen Vorlauf, erreichten aber alle vier das Finale. Nur die Zeiten der beiden ersten Boote sind bekannt.

### Vierer mit Steuermann
| Platz | Land | Sportler                                                                              | Zeit (min)                        |
| ----- | ---- | ------------------------------------------------------------------------------------- | --------------------------------- |
| 1     | SUI  | Émile Albrecht Alfred Probst Eugen Sigg Hans Walter Émile Lachapelle                  | 7:18,4                            |
| 2     | FRA  | Eugène Constant Louis Gressier Georges Lecointe Raymond Talleux Marcel Lepan          | 7:21,6                            |
| 3     | USA  | Robert Gerhardt Sidney Jelinek Edward Mitchell Henry Welsford John Kennedy            | 2 Meter zurück                    |
| 4     | ITA  | Renato Berninzone Marcello Casanova Gastone Cerato Jean Cipollina Massimo Ballestrero | k. A.                             |
| 5     | NED  | Jacob Brandsma Johannes Brandsma Dirk Fortuin Jean Van Silfhout Louis Dekker          | DNF                               |
| 6     | GBR  | Vincent Boveington Bernard Croucher Thomas Monk John Townend Harry Barnsley           | 7:33,0 (im Hoffnungslauf)         |
| 7     | HUN  | Sándor Hautzinger István Szendeffy Zoltán Török Lajos Wick Károly Koch                | 1 Meter zurück (im Hoffnungslauf) |
| 8     | BEL  | Lucien Brouha Victor Denis Jules Georges Marcel Roman Jean Van Silfhout               | 1 Länge zurück (im Hoffnungslauf) |

Zehn Boote konkurrierten um den Finaleinzug. Die vier Sieger der Vorläufe qualifizierten sich direkt für den Endlauf, der fünfte Teilnehmer wurde in einem Hoffnungslauf unter den vier Zweitplatzierten der Vorläufe ermittelt.

### Achter
| Platz | Land | Sportler | Zeit (min)                |
| ----- | ---- | --- | ------------------------- |
| 1     | USA  | Leonard Carpenter, Howard Kingsbury, Alfred Lindley, John Miller, James Stillman Rockefeller, Frederick Sheffield, Benjamin Spock, Alfred Wilson, Laurence Stoddard | 6:33,4                    |
| 2     | CAN  | Arthur Bell, Robert Hunter, William Langford, Harold Little, John Smith, Warren Snyder, Norman Taylor, William Wallace, Ivor Campbell                               | 6:49,0                    |
| 3     | ITA  | Antonio Cattalinich, Francesco Cattalinich, Simeone Cattalinich, Giuseppe Crivelli, Latino Galasso, Pietro Ivanov, Bruno Sorich, Carlo Toniatti, Vittorio Gliubich  | ¾ Länge zurück            |
| 4     | GBR  | Reginald Bare, Cecil Chandler, Horace Debenham, Peter Dulley, Ian Fairbairn, Jack Godwin, Alexander Long, Harold Morphy, Charles Rew                                | ½ Länge zurück            |
| 5     | ARG  | Julio Alles, Alberto Anderson, Francisco Borgonovo, Tomás Cerrutti, Federico Lecot, Miguel Madero, David Nolting, Carlos Serantes, Armando Trabucco                 | 6:42,0 (im Hoffnungslauf) |
| 6     | AUS  | Frank Cummings, Robert Cummings, Herbert Graetz, Walter Jarvis, Walter Pfeiffer, Arthur Scott, William Sladden, Alf Taeuber, Ted Thomas                             | 6:47,0 (im Hoffnungslauf) |
| 7     | BEL  | Arthur D’Anvers, Gérard De Gezelle, R. De Landtsheere, August Geinger, Léon Lippens, Hippolyte Schouppe, Robert Swartelé, Jean Van Silfhout, Marcel Wauters         | 6:52,0 (im Hoffnungslauf) |
| 8     | NED  | Simon Bon, Jacob Cremer, Cornelis Eecen, Antony Fennema, Roelof Hommema, Paul Maasland, Henk Rijnders, Gerrit Tromp, Egbertus Waller                                | k. A. (im Vorlauf)        |